# Jeffreys Bay
Jeffreys Bay (afrikaans: Jeffreysbaai; kurz J-Bay) ist eine Küstenstadt in Südafrika.

## Geografie
Die Stadt liegt in der Provinz Ostkap westlich von Gqeberha an der Garden Route und südlich der Autobahn N2. 2011 hatte die Stadt 27.107 Einwohner. Jeffreys Bay ist Sitz der Gemeindeverwaltung der Gemeinde Kouga, Distrikt Sarah Baartman.

## Entwicklung
Gegründet wurde Jeffreys Bay im Jahr 1849. Der Name ist abgeleitet von J. A. Jeffreys, einem Walfänger, der an dieser Stelle einen Laden betrieb. Ursprünglich ein Fischerdorf, ist der Ort mittlerweile zu einem populären touristischen Reiseziel – insbesondere für Surfer – geworden. Außerhalb der Hauptsaison ist Jeffreys Bay sehr ruhig.

## Sehenswürdigkeiten

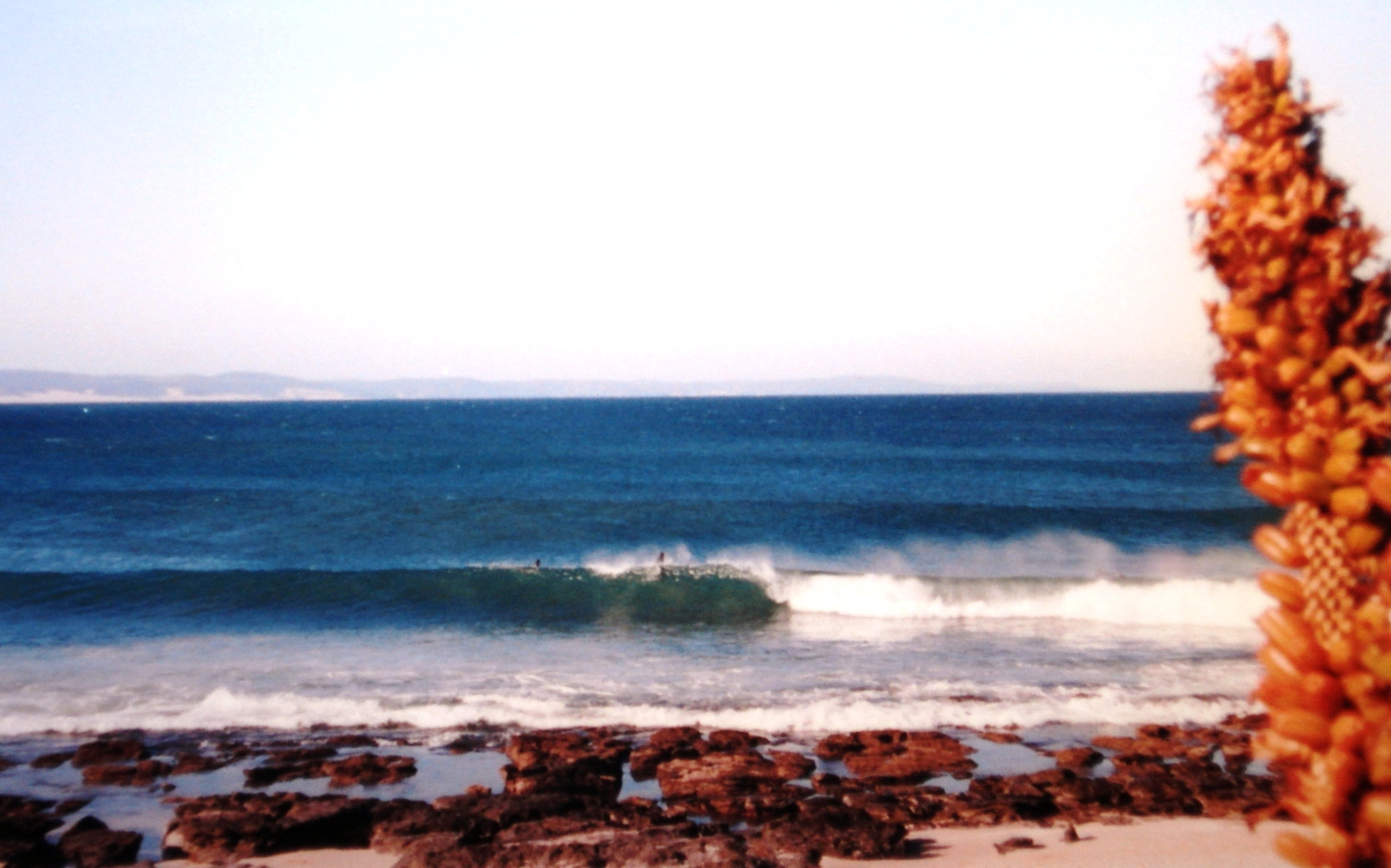
Wellenreiter in den Wellen vor Jeffreys Bay

Vor der Küste von Jeffreys Bay befindet sich ein Surfspot mit einer langen, schnellen, rechts-brechenden Welle, der als einer der besten Surfspots weltweit gilt. Jährlich findet dort der Billabong Pro-Wettbewerb der World Surf League statt.
In Jeffreys Bay befindet sich das Jeffreys Bay Shell Museum, eine der größten Sammlungen an Meeresmuscheln.
Während des Winters auf der Südhalbkugel können Wale beobachtet werden. In der näheren Umgebung befinden sich die Naturschutzgebiete Kabeljous Nature Reserve und Seekoei River Nature Reserve.